# A Fire Inside
A Fire Inside è un EP pubblicato dalla band hardcore punk AFI nel 1998. È stato il primo disco della band con il nuovo membro Hunter Burgan. Ed è l'ultimo rilascio con il chitarrista Mark Stopholese.

## Tracce
1. 3 ½ – 2:22
2. Over Exposure – 2:03
3. The Hanging Garden (cover dei The Cure) – 4:21
4. Demonomania (cover dei Misfits) – 0:46

## Formazione
- Davey Havok – voce
- Mark Stopholese – chitarra, voce
- Hunter Burgan – basso, voce
- Adam Carson – batteria